# 창의경영고등학교
창의경영고등학교(創意經營高等學校)는 대한민국 경기도 광명시 소하동에 있는 공립 고등학교이다

## 학교 연혁
- 1979년 11월 21일 : 안서상업고등학교 설립 인가
- 1980년 3월 1일 : 초대 유병세 교장 취임, 개교
- 1988년 3월 1일 : 광명상업고등학교로 교명 변경
- 1996년 3월 1일 : 광명정보산업고등학교로 교명 변경(경영정보과, 정보처리과, 사무자동화과, 시각디자인과 개설)
- 2013년 7월 8일 : 학과개편(금융경영과 4학급, 세무회계과 3학급, 회계정보과 3학급) 승인
- 2014년 7월 8일 : 광명경영회계고등학교로 교명변경
- 2022년 1월 6일 : 창의경영고등학교 교명 변경
- 2022년 3월 1일 : 학과개편(인플루언스마케팅과 1학급, 스포츠경영과 1학급, 스마트회계과 2학급, 스마트IT과 2학급, 콘텐츠디자인과 1학급, 관광경영과 2학급)
- 2023년 12월 12일 : 제42회 졸업식(108명, 누계 11,995명)
- 2024년 3월 1일 : 제16대 최민산 교장 취임
- 2024년 3월 4일 : 2024학년도 신입생 73명 입학

## 설치 학과
- 관광경영과
- 콘텐츠디자인과
- 스마트IT과
- 스마트회계과
- 인플루언서마케팅과
- 스포츠경영과

## 참고 자료
- 창의경영고등학교 - 한국교육학술정보원 학교알리미